# Джонсон, Бен (актёр)
Бен Джонсон (англ. Ben Johnson, 13 июня 1918 — 8 апреля 1996) — американский актёр, наиболее известный по своим ролям в вестернах.

## Биография

### Юность
Бен Джонсон родился в 1918 году в городке Форакер в штате Оклахома. Его мать была представительницей племени чероки, а отец, имевший ирландские корни, занимался фермерством и был чемпионом на родео. Детство Джонсона прошло на ферме, где он от отца принял любовь к родео, и по прошествии многих лет, а именно в 1953 году, стал чемпионом мира в этом традиционном виде спорта. В 1941 году Джонсон женился на Кэрол Элейн Джонс. Детей у них не было, зато их брак продлился более 50 лет, вплоть до её смерти в 1994 году.
Кинодебют Джонсона состоялся в 1939 году в фильме «Борьба Гринго». Спустя четыре года он вновь появился на большом экране в картине Говарда Хьюза «Вне закона». Перед началом съёмок фильма Хьюз купил лошадей на ранчо его отца и нанял Джонсона, чтобы с ними управляться на съёмках в Голливуде. Позже Джонсон любил повторять, что попал в Голливуд в вагоне с лошадьми. В последующие годы он продолжал появляться в кино, в основном в качестве дублёра и каскадёра во время съёмок с лошадьми.

### Джон Форд
Его работу заметил Джон Форд и пригласил его на съёмки в свой фильм «Форт Апачи» в 1948 году, где Джонсон был дублёром Генри Фонды. На съёмках одного из эпизодов лошади испугались стрельбы и пустились в бегство с прицепленным к ним фургоном, в котором были трое членов съёмочной команды. Бен Джонсон как опытный наездник сумел остановить фургон и спасти находившихся в нём людей. Когда Форд пообещал ему, что он будет вознаграждён, Джонсон понадеялся хотя бы ещё на одну работу со знаменитым режиссёром, а в итоге Форд заключил с ним актёрский контракт на семь лет.
Свою первую роль у Форда Джонсон исполнил в том же году в картине «Три крёстных отца», а через год снялся в вестерне «Могучий Джо Янг» с Терри Мур в главной роли. Форд снял Джонсона в двух из трёх своих фильмов, которые стали известны как «кавалерийская трилогия», все с Джоном Уэйном в главной роли: «Она носила жёлтую ленту» (1949) и «Рио-Гранде» (1950). В 1950 году Джонсон сыграл главную роль ещё в одном его фильме — «Фургонщик», ставшем одним из любимых фильмов Форда.

### Последующие проекты
В последующие годы Джонсон продолжал часто сниматься в вестернах и приключенческих фильмах, где его коллегами по экрану были такие голливудские звёзды, как Чарлтон Хестон, Марлон Брандо, Уильям Холден, Чарльз Бронсон и Стив Маккуин. В 1960—1970-х годах он сотрудничал с режиссёром Сэмом Пекинпой, у которого снялся в четырёх картинах. В 1971 году Джонсон появился в драме Питера Богдановича «Последний киносеанс», за роль в котором был удостоен премии «Оскар» в номинации «Лучший актёр второго плана».
На протяжении всех лет в кино он не забывал о своём ранчо в Калифорнии, где занимался коневодством. Его актёрская карьера продолжалась непрерывно вплоть до его смерти. В 1982 году он был включён в зал славы Национального музея наследия дикого запада в Оклахоме. 8 апреля 1996 года во время посещения матери в пансионе города Меса Бен Джонсон скончался от инфаркта. Его похоронили рядом с женой в городе Поуска в штате Оклахома. За большой вклад в киноиндустрию актёр удостоен звезды на Голливудской аллее славы.

## Избранная фильмография
| Год  |   | Русское название               | Оригинальное название              | Роль                              |
| ---- | - | ------------------------------ | ---------------------------------- | --------------------------------- |
| 1948 | ф | Три крёстных отца              | 3 Godfathers                       | член группы преследования         |
| 1949 | ф | Она носила жёлтую ленту        | She Wore a Yellow Ribbon           | сержант Тайри                     |
| 1950 | ф | Рио-Гранде                     | Rio Grande                         | кавалерист Тайри                  |
| 1950 | ф | Фургонщик                      | Wagon Master                       | Трэвис Блю                        |
| 1953 | ф | Шейн                           | Shane                              | Крис Кэллоуэй                     |
| 1961 | ф | Одноглазые валеты              | One-Eyed Jacks                     | Боб Эмори                         |
| 1964 | ф | Осень шайеннов                 | Cheyenne Autumn                    | кавалерист Пламтри (нет в титрах) |
| 1965 | ф | Майор Данди                    | Major Dundee                       | сержант Чиллум                    |
| 1968 | ф | Вздёрни их повыше              | Hang 'Em High                      | маршал Дэйв Блисс                 |
| 1969 | ф | Дикая банда                    | The Wild Bunch                     | Тектор Горч                       |
| 1971 | ф | Последний киносеанс            | The Last Picture Show              | «Лев» Сэм                         |
| 1972 | ф | Джуниор Боннер                 | Junior Bonner                      | Бак Роун                          |
| 1972 | ф | Побег                          | The Getaway                        | Джек Бейнон                       |
| 1973 | ф | Диллинджер                     | Dillinger                          | Мелвин Пёрвис                     |
| 1974 | ф | Шугарлендский экспресс         | The Sugarland Express              | капитан Харлин Тэннер             |
| 1975 | ф | Вкуси пулю                     | Bite the Bullet                    | Мистер                            |
| 1975 | ф | Перевал Брейкхарт              | Breakheart Pass                    | шериф                             |
| 1977 | ф | Величайший                     | The Greatest                       | Холлис                            |
| 1978 | ф | Рой                            | The Swarm                          | Феликс Остин                      |
| 1980 | ф | Охотник                        | The Hunter                         | шериф Стронг                      |
| 1980 | ф | Поезд террора                  | Terror Train                       | Карн                              |
| 1981 | ф | Переполох                      | Ruckus                             | Сэм Беллоус                       |
| 1983 | ф | Чемпионы                       | Champions                          | Бёрли Кокс                        |
| 1984 | ф | Красный рассвет                | Red Dawn                           | мистер Джек Мэйсон                |
| 1987 | ф | Черри-2000                     | Cherry 2000                        | Шестипалый Джейк                  |
| 1991 | ф | Мои герои всегда были ковбоями | My Heroes Have Always Been Cowboys | Джесси Далтон                     |
| 1992 | ф | Стремящийся ввысь              | Radio Flyer                        | Джеронимо Билл                    |
| 1994 | ф | Ангелы у кромки поля           | Angels in the Outfield             | Хэнк Мёрфи                        |
| 1996 | ф | Вечерняя звезда                | The Evening Star                   | Артур Коттон                      |

## Награды
- Оскар 1972 — «Лучший актёр второго плана» («Последний киносеанс»)
- Золотой глобус 1972 — «Лучший актёр второго плана» («Последний киносеанс»)
- BAFTA 1973 — «Лучший актёр второго плана» («Последний киносеанс»)